# Mean That Much
Mean That Much è un singolo del gruppo musicale britannico Rudimental e del DJ britannico Preditah, pubblicato l'11 luglio 2019 come secondo estratto dal primo EP dei Rudimental Distinction.

## Descrizione
Si tratta della prima collaborazione tra i artisti su un brano inedito dopo che Preditah ha realizzato un remix per il singolo Scared of Love uscito nello stesso anno. Il brano è inoltre caratterizzato dalla partecipazione vocale della cantante britannica Morgan.

## Tracce
1. Mean That Much (feat. Morgan) – 3:35